# Urban Hacking
Der Begriff Urban Hacking (von englisch urban „städtisch“, und hacking im Sinne von „Eindringen, Verändern“') oder auch Culture Jamming ist der Sammelbegriff für eine Reihe von Aktivitäten oder Aktionen, die mit sozialem oder politischem Protest in Zusammenhang stehen. Auch verschiedene Werbeaktionen und Kunstobjekte oder Kunstaktionen können als Urban Hacking bezeichnet werden.

## Ablauf
Im Gegensatz zum Flashmob wird nicht auf eine größtmögliche Menschenansammlung für eine geplante Aktion Wert gelegt. Sinn des Urban Hacking ist es durch kleine, gezielte und möglichst kreative Aktionen Aufmerksamkeit zu erwecken. Beispielsweise stellen sich viele Personen an einen Bankschalter an, obwohl die danebenstehenden Schalter frei sind, oder es setzen sich eineiige Zwillinge in einer U-Bahn auf gegenüberliegende Plätze.
Urban Hacking kommt auch ohne direkte Anwesenheit des Akteurs aus. Für die Kunstausstellung paraflows 09 wurde beispielsweise ein programmierbarer Rasenmäher entwickelt, der jegliche Vektorgrafiken mit Hilfe eines Bunsenbrenners in Wiesen zeichnen kann. Während der Ausstellung wurde der Karlsplatz in Wien mit Gähnlauten beschallt um das schnelle Ausbreiten eines Virus zu symbolisieren (Gähnreflex).

## Prominente Beispiele
- Für einige Werbeaktionen stattete Audi Schweden eine Mülltonne mit einer Musikanlage aus. Am Ende der Aktion wurden 41 Kilogramm mehr Müll in die Abfalltonne geworfen als an einem normalen Tag. Bei einer weiteren Aktion wurde die Treppe einer U-Bahn-Station mit Klaviertönen unterlegt. Gegenüber einem normalen Tag benutzten 66 Prozent mehr Leute die Klaviertreppe anstatt die direkt danebenliegende Rolltreppe. Mit diesen Aktionen sollte auf die sparsame Bluemotion-Technik von Volkswagen aufmerksam gemacht werden.[1]

## Publikationen
- Die Kunst des urbanen Handelns, Herausgeber: Judith Laister, Anton Lederer, Margarethe Makovec, Löcker, Wien, 2014
- Urban Hacking: Cultural Jamming Strategies in the Risky Spaces of Modernity, Herausgeber: Günther Friesinger, Johannes Grenzfurthner, Thomas Ballhausen, Transcript, Bielefeld, 2010
- paraflows - Urban Hacking, Herausgeber: Günther Friesinger, edition mono / monochrom, Wien, 2009